# یک چوق الف گل
یک چوق الف گل (انگلیسی: A Flower Bookmark؛ کره‌ای: 꽃갈피) اولین آلبوم چندآهنگه بازخوانی‌شده از خواننده و ترانه‌پرداز اهل کره جنوبی، آی‌یو است. این چهارمین آلبوم چندآهنگه به زبان کره‌ای او نیز به‌شمار می‌رود. این آلبوم چندآهنگه در ۱۶ مه ۲۰۱۴، در روز تولد خواننده، توسط لوئن انترتینمنت تحت ناشر زیرمجموعه‌اش، لوئن تری منتشر شد. بر خلاف آثار قبلی‌اش، یک چوق الف گل شامل نسخه‌های بازخوانی از ترانه‌های نوستالژیک کی پاپ است که در دهه‌های ۱۹۸۰ و ۱۹۹۰ محبوب شده‌اند.
این آلبوم از نظر تجاری و انتقادی موفق بود. این آلبوم دارای دو ترانه پرطرفدار بود؛ تک‌آهنگ آغازین «داستان قدیمی من» و «معنای تو». اولی در صدر جدول ۱۰۰ آهنگ داغ کی-پاپ بیلبورد قرار گرفت و دومی در صدر رتبه‌بندی ترانه سال گالوپ کره در سال ۲۰۱۴ قرار گرفت.
به ویژه، دومی بیش از دو میلیون نسخه دیجیتال از زمان انتشارش فروش داشته است و از فروش تک‌آهنگ آغازین آلبوم پیشی گرفته است. آی‌یو به خاطر این آلبوم چندآهنگه برندهٔ جایزه هنرمند سال از جوایز موسیقی ملون شد و نامزدی جایزه آلبوم سال را نیز دریافت کرد. این آلبوم در فهرست بهترین آلبوم‌های کی پاپ سال ۲۰۱۴ بیلبورد، رتبه سوم را کسب کرد.

## جدول‌های موسیقی
| جدول (۲۰۱۴)                | بالاترین جایگاه |
| -------------------------- | --------------- |
| آلبوم‌های کره جنوبی (گائون) | ۲               |
| آلبوم‌های ژاپنی (اوریکون)   | 144             |

| جدول (۲۰۱۴)                | بالاترین جایگاه |
| -------------------------- | --------------- |
| آلبوم‌های کره جنوبی (گائون) | ۵               |

| جدول (۲۰۱۴)                | جایگاه |
| -------------------------- | ------ |
| آلبوم‌های کره جنوبی (گائون) | ۴۷     |

| جدول (۲۰۱۴)                | بالاترین جایگاه |
| -------------------------- | --------------- |
| کره جنوبی (گائون)          | ۲               |
| کره جنوبی (کی پاپ هات ۱۰۰) | ۱               |

| جدول (۲۰۱۴)       | جایگاه |
| ----------------- | ------ |
| کره جنوبی (گائون) | ۱۴     |

## تاریخچه انتشار
| منطقه     | تاریخ       | فرمت                 | نسخه       | ناشر     |
| --------- | ----------- | -------------------- | ---------- | -------- |
| کره جنوبی | ۱۶ مه ۲۰۱۴  | سی‌دی، دانلود دیجیتال |            | لوئن تری |
| جهانی     | ۱۶ مه ۲۰۱۴  | دانلود دیجیتال       |            | لوئن تری |
| کره جنوبی | ۲۱ اوت ۲۰۱۴ | ال‌پی                 | نسخه محدود | لوئن تری |